# Conde de Alves Machado
Conde de Alves Machado foi um título criado por decreto de 18 de Junho de 1896 do rei D. Carlos I de Portugal a favor de Manuel Joaquim Alves Machado.

## Titulares
1. Manuel Joaquim Alves Machado (1822–1915)
2. Fernando Manuel Alves Machado (1906–1991)

Após a implantação da República e o fim do sistema nobiliárquico tornou-se pretendente Manuel Gonçalo de Morais Alves Machado (1934–2011).